# モーリッツ・ヴィンターニッツ
モーリッツ・ヴィンターニッツ（Moriz Winternitz、1863年12月23日 - 1937年1月9日）は、オーストリアのインド学者。主著に『インド文献史』がある。

## 経歴
1863年、ホルンに生まれ、1880年にウィーン大学に入学した。ゲオルク・ビューラーの影響を受けてインド研究に進んだ。アーパスタンバ・グリヒヤスートラによる古代インドの結婚式の研究で1886年に博士の学位を取得した。
1888年から1892年まで、オックスフォード大学のフリードリヒ・マックス・ミュラーのもとで『リグ・ヴェーダ』第2版のための作業を行った。オックスフォードには1898年まで滞在した。なお、高楠順次郎はオックスフォード時代のヴィンターニッツにサンスクリットを学んでいる。
1899年にプラハ大学の私講師の職を得た。1911年に教授となり、チェコスロバキア成立後も1934年に退官するまでその任にあった。
1920年にプラハでラビンドラナート・タゴールに会い、タゴールの招きによって1923年から翌年にかけてインドのヴィシュヴァ＝バーラティー大学で教えた。
ヴィンターニッツはオックスフォード時代から『マハーバーラタ』校訂本の作成の必要性を訴えていたが、第一次世界大戦の勃発によって中断した。計画は戦後の1925年に教え子のスクタンカル(英語版)の主編で再開し、プネーで1927年から1966年までかけて全19巻が出版された。

## 主な著作
主著は『インド文献史』（全3巻）である。
- Geschichte der indischen Litteratur. 1. Leipzig: C. F. Amelang. (1909) [1905] 巻2(1920) 巻3(1922)
  - 英語訳： A History of Indian Literature. University of Calcutta. (1927,1933)（2巻まで、ヴィンターニッツ自身によって増補改訂されている。巻3は1967年にSubhadra Jhaによって英訳された。）
  - 日本語訳：中野義照 訳『インド文献史』日本印度学会、1964-1978。（全6巻）

ヴィンターニッツはミュラー主編『東方聖典叢書』の索引を作った。
論文集は1991年に出版された。
- Horst Brinkhaus, ed (1991). Kleine Schriften. Wiesbaden: F. Steiner